# Michelle Hurst
Michelle Hurst é uma atriz estadunidense, conhecida por suas repletas participações em Law & Order e seu papel de Claudette em Orange Is the New Black.

## Filmografia

### Cinema
| Ano  | Título                       | Papel              | Notas                |
| ---- | ---------------------------- | ------------------ | -------------------- |
| 1989 | Born on the Fourth of July   | Repórter #2        |                      |
| 1994 | Airheads                     | Yvonne             |                      |
| 1995 | Smoke                        | Tia Em             |                      |
| 1995 | Blue in the Face             | Statistician       |                      |
| 1996 | I Shot Andy Warhol           | Nedicks Manager    |                      |
| 1997 | Office Killer                | Kate               |                      |
| 1998 | Stepmom                      | Enfermeira         |                      |
| 2001 | Just Visiting                | Pawnshop Broker    |                      |
| 2003 | In the Cut                   | Professora         |                      |
| 2003 | Life on the Line             | Drª. Morgan        | Filme para televisão |
| 2004 | Poster Boy                   | Professora Silver  |                      |
| 2006 | Sherrybaby                   | Dorothy Washington |                      |
| 2008 | Choke                        | Enfermeira Shapely |                      |
| 2010 | A Little Help                | Eileen             |                      |
| 2010 | All Good Things              | Newscaster         |                      |
| 2011 | I Don't Know How She Does It | Enfermeira         |                      |
| 2012 | Frances Ha                   | gestora do teatro  |                      |
| 2014 | Hard Sell                    | Enfermeira Parker  |                      |

### Televisão
| Ano  | Título                            | Papel                          | Notas                             |
| ---- | --------------------------------- | ------------------------------ | --------------------------------- |
| 1995 | New York Undercover               | Srª. Ellis                     | Episódio: "Brotherhood"           |
| 1995 | New York News                     | Enfermeira ER                  | Episódio: "Welcome Back Cotter"   |
| 1996 | Law & Order                       | Ms. Nevins                     | Episódio: "Corpus Delicti"        |
| 1997 | Law & Order                       | Defensora pública              | Episódio: "We Like Mike"          |
| 1998 | Law & Order                       | Sr.ª da pizza                  | Episódio: "Monster"               |
| 2000 | Law & Order: Special Victims Unit | Gloria Milton                  | Episódio: "The Third Guy"         |
| 2000 | Cosby                             | Ms. Summers                    | Episódio: "Thursday's Child"      |
| 2000 | Sex and the City                  | Enfermeira                     | Episódio: "Running with Scissors" |
| 2000 | Law & Order: Special Victims Unit | ACS Social Worker              | Episódio: "Legacy"                |
| 2001 | Law & Order                       | Simone Adams                   | Episódio: "School Daze"           |
| 2002 | Law & Order: Criminal Intent      | Audrey                         | Episódio: "The Pilgrim"           |
| 2003 | Law & Order: Special Victims Unit | Vita Weldon                    | Episódio: "Desperate"             |
| 2004 | Rescue Me                         | Case Worker                    | Episódio: "Revenge"               |
| 2004 | Third Watch                       | Judge Connie Allen             | Episódio: "Leap of Faith"         |
| 2009 | The Good Wife                     | Judge Hester James             | Episódio: "Home"                  |
| 2010 | Blue Bloods                       | Councilwoman Collins           | Episódio: "Re-Do"                 |
| 2012 | NYC 22                            | Deputy Chief Rosalind Adamczyk | Episódio: "Samaritans"            |
| 2013 | Orange Is the New Black           | Miss Claudette Pelage          | 12 episódios (Personagem regular) |
| 2014 | Broad City                        | Mary                           | Episódio: "Destination Wedding"   |
| 2015 | Last Tango in Halifax             | Ginika                         | Episódio: "#3.4"                  |
| 2015 | Law & Order: Special Victims Unit | Housekeeper                    | Episódio: "December Solstice"     |